# Nicole Goehring
Pour les articles homonymes, voir Goehring.
Nicole Goehring, née le 25 septembre 1976, est une femme politique canadienne, membre du Nouveau Parti démocratique de l'Alberta.
Depuis 2015, elle est élue à l'Assemblée législative de l'Alberta représentant la circonscription d'Edmonton–Castle Downs.